# Závoryné Székely Emília
Závoryné Székely Emília Gabriella (Szil, 1941. február 23. – Szilsárkány, 2003. október 9.) magyar festőművész.

## Életpályája
1960–1964 között a Pécsi Tanárképző Főiskola hallgatója volt, ahol Kelle Sándor és Cseh László oktatták.
A falképfestést és a restaurálást férje (Závory Zoltán) mellett sajátította el. A látványhoz kapcsolódó akvarelljein, pasztelljein a Rába-közi tájak és emberek jelentek meg.

## Családja
Szülei Székely Viktor és Kováts Emília voltak. 1974–2000 között Závory Zoltán (1906–2000) házastársa volt. Testvérei: Székely Erzsébet, Székely József, Székely Viktor, Székely László, Székely Anna, Székely Éva, Székely Győző, Székely Ágnes és Székely Imre.

## Kiállításai
| - 1987 Pápa - 1993 Farád - 1994 Bogyoszló - 1996 Szil - 1997 Sarród | - 1975 Budapest - 1977 Győr - 1985 Budapest - 1992 Tatabánya |

## Díjai
- a győri Petőfi-pályázat III. díja (1973)
- a Duna-pályázat első díja (1989)